# Tuffi ai Giochi della V Olimpiade - Piattaforma maschile
La competizione della piattaforma maschile  di tuffi ai Giochi della V Olimpiade si tenne dal 12 al 15 luglio 1912 a Djurgårdsbrunnsviken, Stoccolma.

## Risultati
La prova era composta da sette tuffi, quattro obbligatori, due da 5 metri e due da 10 metri, e tre liberi dalla piattaforma di 10 metri scelti da una lista di 13 tuffi.

### Qualificazioni
Si disputarono 3 serie. I vincitori di ogni serie e i restanti cinque migliori punteggi avanzarono alla finale.
| Pos. | Atleta            | Nazione     | PO | MPT   |
| ---- | ----------------- | ----------- | -- | ----- |
| 1    | Hjalmar Johansson | Svezia      | 9  | 68,06 |
| 2    | Albert Zürner     | Germania    | 14 | 65,04 |
| 3    | Hans Luber        | Germania    | 23 | 61,66 |
| 4    | Gösta Sjöberg     | Svezia      | 24 | 62,08 |
| 5    | Ernst Brandsten   | Svezia      | 24 | 61,42 |
| 6    | George Gaidzik    | Stati Uniti | 25 | 62,56 |
| 7    | Johan Jansson     | Svezia      | 27 | 59,75 |
| 8    | Kurt Behrens      | Germania    | 33 | 58,35 |
| 9    | Leo Suni          | Finlandia   | 45 | 48,93 |

| Pos. | Atleta           | Nazione     | PO  | MPT   |
| ---- | ---------------- | ----------- | --- | ----- |
| 1    | Erik Adlerz      | Svezia      | 6   | 74,76 |
| 2    | Gustaf Blomgren  | Svezia      | 9   | 68,50 |
| 3    | Harald Arbin     | Svezia      | 15  | 62,75 |
| 4    | Ernst Eklund     | Svezia      | 20  | 59,94 |
| 5    | Sigvard Andersen | Norvegia    | 25  | 56,40 |
| 6    | Oskar Wetzell    | Finlandia   | 32  | 50,46 |
| 7    | Kalle Kainuvaara | Finlandia   | 33  | 48,11 |
| -    | Arthur McAleenan | Stati Uniti | DNF | DNF   |

| Pos. | Atleta           | Nazione     | PO  | MPT   |
| ---- | ---------------- | ----------- | --- | ----- |
| 1    | Alvin Carlsson   | Svezia      | 7   | 66,98 |
| 2    | George Yvon      | Regno Unito | 9   | 65,70 |
| 3    | Toivo Aro        | Finlandia   | 16  | 62,75 |
| 4    | Robert Andersson | Svezia      | 18  | 60,59 |
| 5    | Jens Stefenson   | Svezia      | 25  | 53,54 |
| -    | John Lyons       | Canada      | DNF | DNF   |

### Finale
| Pos.    | Atleta            | Nazione     | Punteggi Giudici | Punteggi Giudici | Punteggi Giudici | Punteggi Giudici | Punteggi Giudici | Punteggi Giudici | Punteggi Giudici | Punteggi Giudici | Punteggi Giudici | Punteggi Giudici | Totale | Totale |
| Pos.    | Atleta            | Nazione     | Giudice 1        | Giudice 1        | Giudice 2        | Giudice 2        | Giudice 3        | Giudice 3        | Giudice 4        | Giudice 4        | Giudice 5        | Giudice 5        | Totale | Totale |
| Pos.    | Atleta            | Nazione     | PO               | PT               | PO               | PT               | PO               | PT               | PO               | PT               | PO               | PT               | PO     | MPT    |
| ------- | ----------------- | ----------- | ---------------- | ---------------- | ---------------- | ---------------- | ---------------- | ---------------- | ---------------- | ---------------- | ---------------- | ---------------- | ------ | ------ |
| Oro     | Erik Adlerz       | Svezia      | 2                | 70,30            | 1                | 77,60            | 2                | 69,10            | 1                | 79,20            | 1                | 73,50            | 7      | 73,94  |
| Argento | Albert Zürner     | Germania    | 1                | 71,40            | 4                | 67,60            | 1                | 74,40            | 2                | 78,70            | 2                | 70,90            | 10     | 72,60  |
| Bronzo  | Gustaf Blomgren   | Svezia      | 3                | 68,70            | 3                | 69,95            | 3                | 67,90            | 4                | 73,35            | 3                | 67,90            | 16     | 69,56  |
| 4       | Hjalmar Johansson | Svezia      | 5                | 67,20            | 2                | 71,00            | 5                | 64,90            | 5                | 73,30            | 5                | 62,60            | 22     | 67,80  |
| 5       | George Yvon       | Regno Unito | 4                | 67,80            | 7                | 60,30            | 4                | 66,80            | 3                | 76,30            | 4                | 67,10            | 22     | 67,66  |
| 6       | Harald Arbin      | Svezia      | 6                | 61,80            | 5                | 64,85            | 6                | 59,70            | 7                | 66,35            | 7                | 60,40            | 31     | 62,62  |
| 7       | Alvin Carlsson    | Svezia      | 7                | 60,50            | 6                | 63,80            | 7                | 57,80            | 6                | 67,20            | 6                | 62,00            | 32     | 63,16  |
| 8       | Toivo Aro         | Finlandia   | 8                | 59,60            | 8                | 53,25            | 8                | 56,20            | 8                | 61,00            | 8                | 55,20            | 40     | 57,05  |